# Ikano Bank
Ikano Bank — шведський банк споживчого фінансування, створений у 1995 році Інгваром Кампрадом (засновником IKEA).

## Історія
Спочатку Ikano входив до складу компанії з виробництва товарів для дому IKEA, заснованої Інгваром Кампрадом в 1943 році.
У 1970-і роки діяльність Ikano полягала в управлінні нерухомістю, фінансовими послугами та страхуванням для IKEA.
У 1995 році Інгвар Кампрад (засновник IKEA) заснував Ikanobanken, який лише одне відділення в Ельмгульті, Швеція. У січні 2009 року Ikanobanken став Ikano Bank, об'єднавшись з іншими структурами групи IKANO.
До 2007 року Ikano Bank пропонував фондові та пенсійні послуги на шведському ринку. Бізнес було продано онлайн-брокеру Avanza, який прийняв 18 300 рахунків банку. Загальний ощадний капітал становив 690 мільйонів шведських крон, а річний дохід — 3,2 мільйони шведських крон.
Ikano Bank раніше пропонував іпотечні кредити у співпраці зі SBAB. Співпраця закінчилася у 2018 році. У вересні 2019 року банк оголосив про запуск нової пропозиції щодо іпотеки. Іпотека пропонується через нещодавно створену іпотечну компанію, що належить спільно Банку Аландських островів, Ica Banken, Söderberg & Partners та Borgo.

## Структура та особливості функціонування
Головний офіс Ikano Bank знаходиться в Мальме, а філії — у Сундбюберзі, Ельмгульті, Аскері, Глострупі, Ноттінгемі та Гельсінкі. Ikano Bank також веде бізнес у Німеччині, Польщі, Австрії, Фінляндії та Росії через окремі компанії. Ikano Bank пропонує позики, ощадні рахунки та партнерський бізнес, постачаючи рішення щодо фінансування продажів великим роздрібним продавцям, включаючи IKEA, Volkswagen, Audi, Lindex, Hemtex, Skoda, Shell та Preem. Ikano Bank представляє собою так званий нішевий банк, який підтримує контакти з клієнтами в основному через Інтернет та телефон.
Ikano Bank працює в трьох сферах діяльності:
- Приватний сектор: банківські послуги для приватних осіб, такі як іпотека, автокредити, приватні позики, кредитні карти і ощадні рахунки.
- Фінансування продажів: рішення для фінансування продажів, такі як карти клієнтів і рішення для розстрочки платежів для роздрібних партнерів.
- Компанії: лізингові та факторингові послуги компаніям через прямі продажі та через партнерів.

Ikano Bank належить родині Кампрад через IKANO, групу підприємств, яка також включає страхування, роздрібну торгівлю та нерухомість у багатьох країнах.